# Sam & Max Hit the Road
Sam & Max Hit the Road (с англ. — «Сэм и Макс отправляются в путь») — компьютерная игра в жанре квеста, разработанная компанией LucasArts и изданная для MS-DOS в 1993 году и для Mac OS в 1995 году. В 2002 году вышло переиздание, добавившее совместимость с операционной системой Windows. Игра основана на серии комиксов об антропоморфном псе Сэме и «гиперактивном кроликообразном существе» Максе — вольных полицейских. Персонажи были придуманы художником Стивом Перселлом в 1987 году. Сюжет игры основывается на комиксе On the Road, вышедшем в 1989 году, и рассказывает про расследование дела о пропавшем с бродячего цирка снежном человеке Бруно.
После успеха серий игр Maniac Mansion и Monkey Island компания LucasArts решила взяться за создание нового сеттинга и персонажей, и в 1992 году началась разработка новой игры. Создатель комиксов Стив Пёрселл в то время был сотрудником LucasArts и был одним из ведущих дизайнеров проекта. Sam & Max Hit the Road стала девятой игрой, использовавшей квестовый движок SCUMM, а также интегрировавшей аудиосистему iMUSE, разработанную Майклом Лэндом и Питером МакКоннеллом. Игра была одной из первых, использовавших полное голосовое озвучивание для своих персонажей; оба главных персонажа были озвучены профессиональными актёрами озвучивания Биллом Фармером и Ником Джеймсоном.
Игра была хорошо принята критиками, которые похвалили её юмор, голосовое озвучивание, графику, музыку и игровой процесс. Она считается классической point-and-click адвенчурой и часто публикуется в чартах лучших игр за всё время. Несколько попыток по продолжению серии было отменено, и в итоге франшиза была передана от LucasArts Telltale Games. С октября 2014 года, после покупки LucasArts компанией Disney, игра продаётся на сервисе GOG.com, а в ноябре 2018 года игра была переиздана в Steam.

## Игровой процесс
Sam & Max Hit the Road — двумерная приключенческая игра, в которой игрок управляет персонажем от третьего лица. Под контролем игрока находится антропоморфный пес по имени Сэм, который должен исследовать игровое пространство, подбирать и использовать предметы, решать загадки, разговаривать с персонажами. Для управления используется метод point-and-click, а персонажи перемещаются по заранее отрисованным «мультяшным» окружениям. У игровых головоломок есть логические решения, однако некоторые из них являются неестественными из-за мультяшного сеттинга. Игрок может менять режим работы игрового курсора на определённый для выбора того, как Сэм будет взаимодействовать с окружением — он может ходить по области, разговаривать с другими персонажами, смотреть на объекты, брать или пытаться использовать их. Внешний вид курсора изменяется при наведении на активную зону, с которой может взаимодействовать Сэм. Во время разговора с другими персонажами игрок может выбирать темы для разговора из дерева диалогов путём нажатия на иконки снизу экрана. В дополнение к конкретным темам, связанным с сюжетом игры, Сэм может вставлять в разговор несвязанные восклицания и вопросы.
В игре есть инвентарь для хранения предметов. Предметы собираются Сэмом во время прохождения игры и их можно применять на других предметах и персонажах локаций. Предметы также можно совмещать, от чего получаются новые, с помощью которых можно решить какую-либо головоломку. Кроме этого, игровым элементом также является кролик Макс, «гиперактивное кроликообразное существо», который по своей воле ходит по игровым зонам. Сэм может использовать его путём переключения курсора на голову Макса и использовании её на активной зоне. Обычно это делается в случаях, когда решением проблемы является насилие. Сэм и Макс путешествуют по разным местам игры на своём черно-белом DeSoto Adventurer 1960 года, при нажатии на который появляется карта Соединенных Штатов со всеми доступными паре местами. По мере продвижения сюжета игры количество доступных на карте мест увеличивается. Кроме основной сюжетной линии в игре также содержится несколько мини-игр. При этом, часть из них — например, Whac-A-Mole — обязательна для прохождения, и за победу в них выдаются вещи, которые нужны для сюжета игры. Как и другие приключенческие игры LucasArts, Sam & Max Hit the Road спроектирована так, что игровые персонажи не могут умереть или попасть в тупик.

## Сюжет
Вольные полицейские Сэм и Макс исполняют роль частных детективов и вигилантов, являются персонажами комиксов и созданы художником Стивом Перселлом. Игра рассказывает про расследование дела, которое вынудило пару отправиться из своего офиса в Нью-Йорк через все Соединённые Штаты. Игра начинается аналогично комиксам, когда Сэм и Макс получают звонок от неназванного комиссара, который отправляет их на ближайший бродячий цирк. На цирке они узнают от его владельцев, что их главный экспонат, замороженный в глыбе льда снежный человек по имени Бруно, был освобождён и сбежал, захватив с собой девушку по имени Трикси-Жирафья Шея. Сэм и Макс отправляются на поиски Бруно и Трикси. Когда дуэт исследует цирк ради улик, они узнают, что Бруно и Трикси влюблены друг в друга и что Трикси освободила Бруно. Вольные полицейские покидают цирк и отправляются в погоню, которая приводит их в различные туристические ловушки по Соединённым Штатам.
Пара узнаёт, что Бруно освободил двух других снежных людей, которые также использовались в виде туристических аттракционов в других частях страны. Также становится известно, что сам Бруно был захвачен Конроем Бампусом, «элвисообразным» кантри-певцом из Ливерпуля, который желает его для своей коллекции. Сэм и Макс отправляются к дому Бампуса и спасают Бруно и Трикси, однако они затем отправляются на собрание снежных людей в гостинице в Неваде. Дуэт следует за ними и переодевается в снежных людей для того, чтобы попасть на вечеринку. Однако на вечеринку вторгаются Конрой Бампус и его слуга Ли Харви, которые надеются поймать снежных людей. Сэму удаётся одурачить Бампуса и Харви, уговорить их надеть маскировку под снежного человека, а Макс закрывает их в кухонном морозильнике.
Шеф Вануату, глава снежных людей, в благодарность делает вольных полицейских почётными членами своего племени и рассказывает тем о заклинании, которое может сделать мир безопасным для снежных людей, и не допустить более их поимки. Однако шеф не знает, что значат четыре ингредиента в рецепте, и просит помощи у Сэма и Макса. Они определяют, что ингредиентами являются овощ, похожий на Джона Мьюра, тоник для роста волос, зуб динозавра, и буря, заключенная в снежный шар. Совмещённые с жертвоприношением, заменённым на замороженных Бампуса и Харви, ингредиенты освобождают заклинание, которое заставляет покрыться густыми лесами весь запад Соединённых Штатов. Решив, что их работа закончена, Сэм и Макс возвращаются к бродячему цирку, и забирают с собой глыбу льда с замороженными Бампусом и Харви. Решив, что им вернули Бруно, хозяева цирка расплачиваются с вольными полицейскими билетами на аттракционы, и те в итоге проводят время, стреляя в цели на карнавале из настоящего оружия.

## Разработка
Игра Sam & Max Hit the Road была разработана маленькой командой в составе компании LucasArts, и у её членов был опыт в разработке адвенчур. В команду входили Шон Кларк, Майкл Стеммль, создатель комиксов Sam & Max Стив Перселл и его будущая жена Колетт Мишо. До того, как начать работать на LucasArts, Перселл создал персонажей Сэма и Макса, и около 1987 года начал издавать истории про них. Они привлекли внимание некоторых разработчиков LucasArts. Художественный руководитель Гэри Винник, по предложению художника LucasArts Кена Маклина, взял Перселла в команду. Перселл помог нарисовать обложку игры Zak McKracken and the Alien Mindbenders, а затем помог нарисовать анимацию персонажей игры Indiana Jones and the Fate of Atlantis. Сэм и Макс вначале появились в качестве персонажей экспериментального проекта движка SCUMM. Стив Перселл создал анимированные версии персонажей и офисный фон, и программисты движка использовали их для практики. Вскоре после этого комиксы Стива Перселла были опубликованы в ежеквартальном информационном бюллетене LucasArts. После положительной реакции фанатов на комиксы, а также из желания использовать новых персонажей и сеттингов после успеха серий Monkey Island и Maniac Mansion, в 1992 году было решено создать новую игру, используя персонажей Сэма и Макса.
Вы пытаетесь быть в курсе того, сколько у вас игроков, которые сидят и наблюдают за игрой, и не взаимодействуют с чем-то. К счастью, много юмора вышло из того, что персонажи реагируют на действия игрока. Даже наблюдение за чем-то в комнате может вызвать смешную реплику, и в этом случае интерактивность выполняет всю работу по сюжету
Игра была основана на комиксе On The Road серии Sam & Max, который вышел в 1989 году и рассказывал про путешествие пары через Соединённые Штаты. Некоторые из игровых туристических ловушек были основаны на реальных местах, посещённых разработчиками. Стив Перселл вспоминал своё посещение «Лягушачьей скалы» — одну из локаций, которые были воспроизведены в игре — и отметил, что его впечатлением было «И это всё? Оно даже не похоже на лягушку!». Сеть придорожных магазинов Snuckey’s, показанная в игре, была данью сети магазинов Stuckey's, в которой Перселл и его семья часто останавливались во время дорожных поездок.
На разработку Sam & Max был отведён короткий срок в восемь месяцев, и для проектирования игры команда решила использовать раскадровку, что в LucasArts делалось впервые. Sam & Max была одной из первых игр с полным озвучиванием и музыкой, что для Перселла было «прекрасной возможностью» услышать, как говорят его творения. Перселл охарактеризовал запись кастинга Билла Фармера на роль Сэма так: «Она была очень сухой, он не пытался „продать“ фразы». На роль Макса был взят актёр Ник Джеймсон. Джазовый саундтрек игры был написан композиторами LucasArts Клинтом Баджакяном, Майклом Лэндом и Питером МакКоннеллом, и добавлен в игру с помощью музыкального движка iMUSE, который позволил синхронизировать звук и картинку. В дисковое издание игры были добавлены высококачественные версии четырёх треков. Игра вышла одновременно на дискетах и компакт-дисках, однако только дисковая версия содержала полное озвучивание и музыку.
Поскольку комиксы были рассчитаны на взрослую аудиторию, Перселл ожидал, что LucasArts уберёт «резкий» материал из игры. Однако он позже выразил удовлетворение тем, что компания позволила ему придерживаться своего изначального видения. В игру были добавлены различные мини-игры для того, чтобы позволить игрокам отвлечься от решения основных сюжетных головоломок на что-нибудь «короткое и дурацкое». Кроме этого, Sam & Max Hit the Road ознаменовала серьёзное изменение в разработке игр на движке SCUMM — пользовательский интерфейс, который развивался с Maniac Mansion, был полностью изменён и переписан. В предыдущих играх действие выбиралось из списка снизу экрана и далее применялось щелчком курсора на игровом объекте. В Sam & Max Hit the Road же действия все были умещены в курсор, и отображались в виде его соответствующей иконки, которые циклично меняются при использовании правой кнопки мыши. Инвентарь был убран с главного экрана и перемещён на дополнительный, доступ к которому осуществляется с помощью щелчка по иконке. Стив Перселл отметил, что это позволило расширить место на экране для «превосходных фонов, и сделало игровое взаимодействие более быстрым и менее трудоёмким чем в предыдущих играх LucasArts». Диалоговое дерево также было изменёно — по предложению Майкла Стеммля текстовое меню было заменено на иконки, которые означали темы для обсуждения, с обоснованием, что «ничто не убивает шутку лучше, чем прочтение её до того, как вы её услышите». Многие из этих инноваций перешли в дальнейшие игры LucasArts.

## Отзывы
| Сводный рейтинг          | Сводный рейтинг                 |
| Агрегатор                | Оценка                          |
| ------------------------ | ------------------------------- |
| GameRankings             | 84 % (основываясь на 6 обзорах) |
| Иноязычные издания       |                                 |
| Издание                  | Оценка                          |
| AllGame                  | [ 11 ]                          |
| Edge                     | 9 из 10                         |
| Dragon                   | [ 13 ]                          |
| Electronic Entertainment | 10 из 10                        |
| Adventure Gamers         | [ 15 ]                          |
| Русскоязычные издания    |                                 |
| Издание                  | Оценка                          |
| Absolute Games           | 95 %                            |

Sam & Max Hit the Road собрала положительные отзывы игровых критиков, получив среднюю оценку в 84 % на агрегаторе оценок GameRankings. Чарльзу Ардаю из Computer Gaming World игра понравилась «сравнительно меньше», чем Day of the Tentacle. Он сравнил Tentacle с мультфильмами Looney Tunes, а Sam & Max с андерграундными комиксами, отметив, что юмор «может быть смешным, но только до какого то момента … главные персонажи, по сути, подонки», и что история неинтересна «даже для них». Ардай указал, что полностью опциональные и отдельные мини-игры «сопутствуют ощущению, что Sam & Max — по сути, компьютеризованная головоломка … нежели цельное произведение». Он положительно оценил графику и упрощённый пользовательский интерфейс, но заключил, что «общее получилось как-то меньшим, чем сумма его частей … Sam & Max даёт пару часов несколько схожих с Tentacle развлечений». Обозреватель журнала Edge написал, что «во множестве приключенческих игр сложно испытывать какие-то чувства по отношению к персонажам, которыми ты управляешь», и отметил, что игра Sam & Max Hit the Road нарушила эту форму, будучи «действительно смешной», и что игроки «будут экспериментировать больше обычного лишь для того, чтобы посмотреть что безумная пара сделает дальше». Обозреватель похвалил графику игры как «прекрасно детализированную» и загадки как «сложные для решения», но отметил, что количество мини-игр «мрачное». Джунас Линкола, обозреватель Adventure Gamers, повторил многие из этих отзывов, похвалив мультяшную графику как «подходяще модную» и «цветную». По теме юмора игры он отметил, что в игре «много визуальных шуток, но основой игры являются её остроумные диалоги», и поэтому у игры есть значимая «реиграбельность», так как игроки могут заметить шутки, основанные на «вербальной акробатике, использовании многосложных слов, староанглийском и других подобных странностей», которые они сперва пропустили. Линкола также похвалил саундтрек и озвучивание, сказав, что «очень подходящие голоса… дополняют характер комического дуэта».
Обозреватель Allgame Стив Хониуэлл также оставил положительные комментарии, назвав сюжет игры «интересным», графику «подходяще мультяшной и весёлой», и игровые локации как «хорошо нарисованные», и отметил, что «то, что заставляет игру Sam & Max Hit the Road работать — это её юмор». Комментируя пазлы, Хониуэлл отметил, что «часть пазлов достаточно простая, в то время как другие экстремально сложные. Одна приятная вещь — почти полное отсутствие обманных предметов. Все, что вы найдете, можно где-то использовать». Как и в других обзорах, Стив похвалил озвучивание, отметив, что «музыка приличная во время всей игры, а голосовое озвучивание прекрасное», и завершил комментарием, что игра поднимает point-and-click адвенчуры на «безумные высоты по веселью и комедийности». Сайт GamersHell похвалил графику игры, но отметил, что она может быть не для детей. Назвав настройку звука «чуть сложной», обозреватель похвалил голосовое озвучивание и качество музыки. Однако он раскритиковал игру за «синдром поиска нужного пикселя».
Владимир Горячёв с Absolute Games в ретроспективном обзоре 2002 года положительно высказался об игре, назвав историю «хорошей детективной». Про загадки он отметил, что они «удивительно логично-абсурдны», и ответы на них «хитроумно запрятаны под толщей „здравого“ смысла». Отдельно Горячёв выделил игровые диалоги, написав, что «шутить с таким задором не умеют иные „эстрадные юмористы“», и цитаты на множество кинофильмов, игр и музыки. Заключил обозреватель, что ему «отчаянно хочется поругать игру», но этого ему сделать не удалось.
Игра была одной из четырёх номинантов на Annie Award 1994 года в категории «лучшая анимированная игра на CD-ROM», однако награда досталась другой игре LucasArts, Star Wars: Rebel Assault. В 1994 году журнал PC Gamer US назвал Sam & Max восьмой лучше компьютерной игрой за всё время. Редакторы написали, что «довольно сложно описать, насколько хороша, профессиональна и развлекательна Sam & Max на деле».
Sam and Max Hit the Road считается классической адвенчурой и часто появляется в списках ста лучших игр. В 1996 году журнал Computer Gaming World поставил её на 95 место в своём списке лучших игр за всё время, назвав её «приключенческой игрой, которая переопределила термин „дурацкий“». В том же году Next Generation поставил её на 27 место, объяснив, что её «тупой шарм» был ключевым в решении поставить именно её в списке, а не другие игры LucasArts, такие как Day of the Tentacle. В 2004 году Adventure Gamers назвал Sam & Max Hit the Road восьмой лучшей адвенчурой за всё время, описав её как «самую абсурдную и смешную игру из когда-либо созданных». Сайт IGN поставил Sam and Max Hit the Road в свой список ста лучших игр на момент 2007 года, и отметил, что она «больше известна сюжетом и персонажами». Написав в 2006 году статью для Adventure Classic Gaming, Дэвид Олгарссон отметил, что игра «несомненно … стала самой популярной приключенческой игрой в LucasArts за всё время». В 2001 году Adventure Gamers назвал Sam & Max двадцать восьмой лучшей адвенчурой из всех когда-либо изданных. В обзоре 2002 года на Absolute Games было отмечено, что LucasArts за игру заслуживает «пятый по счету (после Maniac Mansion, Zak McKracken, Monkey Island 2 и Loom) памятник из чистого золота».

## Сиквелы
Первые попытки по созданию сиквела состоялись в 2001 году, когда была анонсирована игра Sam & Max Plunge Through Space. Игра должна была быть эксклюзивом для Xbox и разрабатывалась компанией Infinite Machine, состоящей из бывших сотрудников LucasArts. Сюжет игры был написан создателем серии Стивом Перселлом и геймдизайнером Чаком Джорданом. По сюжету Вольные полицейские отправились в путешествие по галактике в поисках похищенной Статуи Свободы. Однако компания Infinity Machine обанкротилась в течение года, и проект был отменён.
Спустя год после издания Sam & Max Hit the Road на Electronic Entertainment Expo 2002 года LucasArts анонсировала разработку сиквела для персональных компьютеров, названного Sam & Max: Freelance Police. Freelance Police, как и Hit the Road, должна была быть point-and-click графической адвенчурой, но использующей новый трёхмерный игровой движок. Разработкой Freelance Police руководил Майкл Стеммль, один из оригинальных дизайнеров Sam and Max Hit the Road. Стив Перселл также поучаствовал в проекте, написав сюжет для неё и нарисовав концепт-арт. Оригинальные актёры озвучивания Сэма и Макса, Билл Фармер и Ник Джеймсон, также должны были поучаствовать в разработке. Но в марте 2004 года, уже в процессе активной разработки игры, Sam & Max: Freelance Police была отменена компанией LucasArts, которая назвала причиной «текущие реальности рынка и экономические вопросы» в коротком пресс-релизе. Фанаты остро отреагировали на отмену игры и собрали петицию с 32 000 подписями, которая была позже отправлена в LucasArts.
После того как лицензия LucasArts на персонажей истекла в 2005, франшиза Sam & Max ушла к Telltale Games, компании состоящей из бывших разработчиков LucasArts, которые ранее работали над множеством адвенчур LucasArts, включая Freelance Police. Под управлением Telltale Games была анонсирована новая серия игр Sam & Max. Sam & Max Save the World должна была быть point-and-click графической адвенчурой, как и Sam & Max Hit the Road с Freelance Police, но без оригинальных голосов персонажей. Первый сезон содержал шесть эпизодов, каждый из которых имел автономную сюжетную линию, но с общей сюжетной аркой, проходящей через серию. Первый эпизод вышел в октябре 2006 года на GameTap, и последующие эпизоды выходили до апреля 2007 года, а в октябре 2008 года был выпущен сборник для игровой приставки Wii. В ноябре 2007 года начался второй сезон, Sam & Max Beyond Time and Space, который закончился в апреле 2008 года. Второй сезон также был издан в виде сборника для Wii. Третий и заключительный сезон, изначально планировавшийся к выходу в 2009 году под названием Sam & Max: The Devil's Playhouse, вышел в апреле 2010 года.

### Цитаты из игры
1. ↑  «Sam: Hello? Yes? Yes? Yes! No! Really? Well, the same to you, Mac! / Max: Another confused census taker? / Sam: Actually, that was the Commissioner with another idiotic and baffling assignment. / Max: Does it involve wanton destruction? / Sam: We can only hope. Due to the arbitrarily sensitive nature of the mission, we'll be meeting a bonded city courier out on the street.» — LucasArts, Sam & Max Hit the Road. PC (ноябрь 1993). Уровень/зона: New York office.
2. ↑  «Burl Kushman: This used to be our main attraction. / Max: Your main attraction was a block of ice?  / Burl Kushman: Don't be dense! / Shep Kushman: Our main attraction was a genuine, authentic, real-life bigfoot, on ice! / Sam: Let me get this straight... You want us to go traipsing all over the country looking for a soggy bigfoot? / Max: I've never been traipsing before. Does it hurt? / Shep Kushman: But Bruno must be returned to us! / Burl Kushman: He's a brutish, ignorant beast with no sense of right or wrong! / Sam: Hey, who isn't? / Shep Kushman: Besides, he's kidnapped our second main attraction. / Max: Is that the block of ice? / Burl Kushman: Naw, it's Trixie the Giraffe-Necked Girl from Scranton.» — LucasArts, Sam & Max Hit the Road. PC (ноябрь 1993). Уровень/зона: Kushman carnival.
3. ↑  «Max: Well, back to the circus with you. / Sam: I'm feeling a little morally conflicted about taking Bruno back to the circus. / Max: I'm not. Let's go, you big lug. / Trixie: Stay away from him, you malefactor! / Max: I'm not a malefactor, I'm a lagomorph! / Bruno: Look, I'm not going back to the circus, and I'm late for a party.» — LucasArts, Sam & Max Hit the Road. PC (ноябрь 1993). Уровень/зона: Bumpusville.
4. ↑  «Sam: Hey Max, why don't you make yourself useful? / Max closes and locks the door to the meat freezer where Bumpus and Harvey are changing into a bigfoot costume / Sam: That was fun. / Max: Now future generations will be able to enjoy his atonal warblings.» — LucasArts, Sam & Max Hit the Road. PC (ноябрь 1993). Уровень/зона: Savage Jungle Inn.
5. ↑  «Vanuatoo: You boys should be proud of what you've helped us achieve here today. / Sam: You mean the wholesale destruction of the symbols of modern civilisation in the Western United States? You bet we are! / Max: Do we win a prize?» — LucasArts, Sam & Max Hit the Road. PC (ноябрь 1993). Уровень/зона: Savage Jungle Inn.
6. ↑  «Burl Kushman: I hope you're happy. With those two idiots on the case, we'll probably never see Bruno again. / Shep Kushman: Oh, lighten up, Burl. Hey, they're back! / Sam walks into the tent / Burl Kushman: Did you find Bruno? / Sam: Of course!  / Max pushes the large ice cube containing Conroy Bumpus and Lee Harvey wearing the bigfoot costume into the tent / Burl Kushman: Bruno! / Shep Kushman: How can we ever repay you? / Sam:  The blank looks on your faces are the only reward we need. / Max: That, and a big fat check. / Burl Kushman: Would you settle for three thousand SkeeBall tickets? / Sam: Close enough. Let's go, Max! / The two walks to the exit / Sam: You know, Max. I can't stop thinking that we've foolishly tampered with the fragile inner mechanisms of the little spaceship we call earth. / Max: Gosh, Sam. If a few hundred years of civilization have to be totaled just to ensure that a bunch of smelly quasi-human creatures have a safe haven for their disgusting lifestyles then so be it! / Sam: You crack me up, little buddy! / The two walk out of the tent / Shep Kushman: Burl, did Bruno always have four arms?» — LucasArts, Sam & Max Hit the Road. PC (ноябрь 1993). Уровень/зона: Kushman carnival.